# Уравнение Сакура — Тетроде
Уравнение Сакура — Тетроде или формула Сакура — Тетроде описывает энтропию одноатомного идеального газа.
Он назван в честь Хьюго Мартина Тетроде (1895—1931) и Отто Сакура (1880—1914), которые разработали его независимо как решение газовой статистики Больцмана и уравнений энтропии примерно 1912 году.

## Формула
Уравнение Сакура — Тетроде выражает энтропию {\displaystyle S} одноатомного идеального газа с точки зрения его термодинамического состояния, в частности, его объёма {\displaystyle V}, внутренней энергии {\displaystyle U}, и числа частиц {\displaystyle N}:
{\displaystyle {\frac {S}{k_{\rm {B}}N}}=\ln \left[{\frac {V}{N}}\left({\frac {4\pi m}{3h^{2}}}{\frac {U}{N}}\right)^{3/2}\right]+{\frac {5}{2}},}
где {\displaystyle k_{\mathrm {B} }} — постоянная Больцмана, {\displaystyle m} — масса частицы газа и {\displaystyle h} — постоянная Планка.
Уравнение также можно выразить через тепловую длину волны {\displaystyle \Lambda }:
{\displaystyle {\frac {S}{k_{\rm {B}}N}}=\ln \left({\frac {V}{N\Lambda ^{3}}}\right)+{\frac {5}{2}},}

Функциональные зависимости энтропии от температуры классических и квантовых идеальных газов (ферми-газ, бозе-газ) в трёх измерениях. Хотя все они находятся в близком согласии при высоких температурах, они расходятся при низких температурах, когда классическая энтропия (уравнение Сакура — Тетроде) начинает приближаться к отрицательным значениям.

Вывод уравнения Сакура — Тетроде см. в парадоксе Гиббса. Об ограничениях, налагаемых на энтропию идеального газа только термодинамикой, см. Статью об идеальном газе.
Приведённые выше выражения предполагают, что газ находится в классическом режиме и описывается статистикой Максвелла — Больцмана (с «правильным счётом Больцмана»). Из определения тепловой длины волны это означает, что уравнение Сакура — Тетроде справедливо только тогда, когда
{\displaystyle {\frac {V}{N\Lambda ^{3}}}\gg 1.}
Энтропия, предсказываемая уравнением Сакура — Тетроде, стремится к отрицательной бесконечности, когда температура приближается к нулю.

## Константа Сакура — Тетрода
Константа Сакура — Тетрода, обозначаемая S0/R, равна S/kBN, оцененная при температуре T = 1 К, при стандартном давлении (100 кПа или 101,325 кПа), на один моль идеального газа, состоящего из частиц с массой, равной атомной постоянной массы. Рекомендуемое значение CODATA 2018 года:
S 0 / R = −1,15170753706 ± (45) для p o = 100 кПа
S 0 / R = −1,16487052358 ± (45) для p o = 101,325 кПа.

## Теоретико-информационная интерпретация
В дополнение к термодинамическму взгляду на энтропию, инструменты теории информации могут быть использованы для рассмотрения информационной энтропии. В частности, можно вывести уравнение Сакура — Тетроде в терминах теории информации. Общая энтропия представлена как сумма четырёх отдельных энтропий, то есть четырёх различных источников недостающей информации. Это позиционная неопределённость, неопределённость импульса, квантовомеханический принцип неопределённости и неразличимость частиц. Суммируя четыре части, уравнение Сакура — Тетрода задаётся следующим образом:
{\displaystyle {\begin{aligned}{\frac {S}{k_{\rm {B}}N}}&=[\ln V]+\left[{\frac {3}{2}}\ln \left(2\pi emk_{\rm {B}}T\right)\right]+[-3\ln h]+\left[-{\frac {\ln N!}{N}}\right]\\&\approx \ln \left[{\frac {V}{N}}\left({\frac {2\pi mk_{\rm {B}}T}{h^{2}}}\right)^{\frac {3}{2}}\right]+{\frac {5}{2}}\end{aligned}}}
При выводе используется приближение Стирлинга: {\displaystyle \ln N!\approx N\ln N-N}. Строго говоря, использование размерных аргументов для логарифмов неверно, однако их использование представляет собой «сокращение», созданное для простоты. Если бы каждый логарифмический аргумент был разделён на неопределённую стандартную величину, выраженную через неопределённую стандартную массу, длину и время, ир эти стандартные значения сократились бы в конечном результате, что привело бы к тому же выводу. Отдельные члены энтропии не будут абсолютными, а скорее будут зависеть от выбранных стандартов и будут отличаться для разных стандартов на аддитивную величину.